# 世界気候会議
世界気候会議（せかいきこうかいぎ, 英: World Climate Conference, WCC）は、世界気象機関(WMO)の主催による一連の国際会合で、主として気候の研究と予測に加えて、地球温暖化など全地球規模の気候問題に関する会議である。
これまでに、1979年、1990年、2009年の計3回開催されており、開催地はいずれもスイスのジュネーヴであった。
1974年に、国際連合の総会において気候変動に関する研究の推進がWMOに要請されたのをきっかけに、気候変動問題に焦点を絞った初の大規模国際会議として開催されることとなった。気候変動問題の研究や対策に関わる国際的な意思決定に大きな影響力を持つ。

## 第一回世界気候会議
First World Climate Conference(FWCC)。1979年2月12日から2月23日にかけて、WMOの支援を受けて、ジュネーヴで開催された。気候変動に関する初めての大規模国際会議だった。本質的には、科学的な会議であり、幅広い学問分野の科学者らが会議に出席した。主要な本会議に加えて4つのワーキンググループが設けられ、気候データ、気候に関する論題の確認、統合された影響の調査、および気候の変異性や変動に関する研究の調査が行われた。この会議の開催当時、地球温暖化説と地球寒冷化説の学術的評価が検討されたものの、評価の根拠となる裏づけの不足から見送られ、気候変動研究の推進を提言するに至った。これを受けて、同年5月にWMO総会で世界気候計画(WCP)が採択されたほか、WCPのサブプログラムとなる世界気候研究計画(WCRP)を設立する運びとなった。また、この会議により、1988年にはWMOと国際連合環境計画(UNEP)の共同で気候変動に関する政府間パネル(IPCC)が創設されることとなった。

## 第二回世界気候会議
Second World Climate Conference(SWCC)。1990年10月29日から11月7日にかけて、再びジュネーヴで開催された。第二回会議は、全地球規模の気候条約に向けての重要なステップであり、第一回会議よりも幾分、政治的なものになった。会議の主な作業は、第一回会議により設立されたWCPを再検討することだった。気候変動に関する政府間パネル(IPCC)の第1次評価報告書はこの会議に間に合うように完成していた。科学者や技術者らは、会期中に、気候変動のリスクを強調する強い声明を発表した。会議では、多くの困難な問題をめぐる厳しい交渉の後に、閣僚宣言を発出した。一方で、この宣言はハイレベルのコミットメントを伴わなかったことから、一部のオブザーバーだけでなく、参加した多くの科学者らを失望させることになった。会議では、第1次評価報告書を肯定的に評価した上で、気候変動に関する科学知識の確実性を高めるため、研究や観測の更なる強化を提言した。この後押しを受けて、同年12月に気候変動枠組条約交渉会議（後の京都議定書に結びつく）が発足し、1992年に気候変動枠組条約(UNFCCC)が採択される。加えて、気候系および気候関連の観測システムから成る全球気候観測システム(GCOS)の設立をも導くこととなった。

## 第三回世界気候会議
World Climate Conference-3(WCC-3)。2009年8月31日から9月4日にかけて、ジュネーヴで開催された。議論の焦点は、気候予測と、季節毎から数十年規模までの時間的スケールでの意思決定のための情報についてであった。目標は、変動する（気候）条件に対処するために、これらの気候予測における科学的進歩と意思決定を求めるそれらの利用者のニーズをつなぐ全地球規模の枠組みを創設することであった。気候予測のカギとなる利用者には、社会全体のみならず、食糧生産者、水道管理者、エネルギーの開発および管理者、公衆衛生従事者、国家的な計画立案者、観光管理者、その他が含まれる。WCC-3の参加者は、気候サービス提供者やハイレベルの政策立案者のほか、それらの利用者を含んでいた。会議はまた、公衆安全と福利を向上させるであろう、気候の情報とサービスを世界中に提供するために、気候観測および監視に対するコミットメントを増大させたり、進歩させたりすることも目指していた。
WCC-3の成果は、国連ミレニアム開発目標や災害リスク軽減に関する兵庫行動枠組を含む、より広い国連気候目標を達成することに貢献するように意図されていた。会議のテーマは、バリ行動計画、特にナイロビ作業計画に沿った、気候変動に適応する社会を支援する方法の下に、全地球規模の働きを補完した。また、これらの成果は、WCC-3に引き続いて2009年12月にコペンハーゲンで開かれた、気候変動緩和のための第15回気候変動枠組条約締約国会議(COP-15)へのWMOからの協力の一部となった。